# Avengers (album)
Avengers è un album compilation dell'omonimo gruppo punk rock statunitense Avengers. Il disco venne pubblicato originariamente in formato vinile nel 1983 dall'etichetta CD Presents.

## Il disco
Si tratta della cosa più vicina ad un album da studio vero e proprio che la band abbia mai pubblicato, nonostante si tratti di una raccolta postuma di vari pezzi assemblata dal batterista della band Danny Furious (Danny O'Brien) andando a pescare tra varie registrazioni che il gruppo aveva fatto nei tre anni di carriera. Gli Avengers, infatti, non riuscirono mai a pubblicare un album discografico durante il loro primo periodo di esistenza, ma soltanto singoli.
L'album include alcuni brani già pubblicati in precedenza, incluse tutte le canzoni dell'EP We Are the One, due tracce dall'EP Avengers (e anche gli altri brani incisi sempre nelle stesse sessioni ma non pubblicati all'epoca) ed entrambe le canzoni del singolo Paint it Black.

## Ristampe successive
L'album è stato ristampato svariate volte nel corso degli anni. La prima ristampa risale alla pubblicazione del disco in versione audiocassetta dalla CD Presents con l'aggiunta di due tracce extra; poi fu la volta nel 1989 della versione in CD con gli stessi brani aggiuntivi. Nel 2000, Lady Butcher pubblicò l'album in CD con 10 tracce bonus provenienti da un concerto al Whisky a Go Go di Los Angeles dell'agosto 1978. Nel 2010, la CD Presents ri-pubblicò l'album attraverso negozi di musica on line come contenuto scaricabile su iTunes Store e Amazon MP3 e come CD in vendita solo su Amazon.com con quattro tracce bonus diverse anche se questa versione sembra sia stata ritirata dal commercio per problemi di diritti dietro richiesta di Penelope Houston. Nel 2012, la Water Music Records ha infine ristampato il disco in versione doppio CD, con il primo disco che contiene le 14 tracce della versione vinile originale, ed il secondo compact disc con tracce demo aggiuntive e dal vivo dell'epoca.

## Tracce

### Versione vinile (1983)

#### Lato 1
1. We Are the One – 2:40
2. Car Crash – 4:20
3. I Believe in Me – 2:54
4. Open Your Eyes – 2:40
5. No Martyr – 3:04
6. Desperation – 2:33
7. Thin White Line – 3:12

#### Lato 2
1. Paint it Black (Jagger/Richards) - 3:17
2. The American in Me – 2:09
3. White Nigger – 3:37
4. Uh-Oh – 3:07
5. Second to None – 2:29
6. Cheap Tragedies – 3:05
7. Corpus Christi – 3:27
8. Fuck You (live) – 2:37

### Versione CD (1989)
1. We Are the One
2. Car Crash
3. I Believe in Me
4. Open Your Eyes
5. No Martyr
6. Desperation
7. Thin White Line
8. Money, Money
9. Paint it Black
10. The Amerikan in Me
11. White Nigger
12. Uh Oh
13. Second to None
14. Cheap Tragedies
15. Corpus Christie
16. Fuck You (live)

### Versione CD (2000)
1. We Are the One – 2:40
2. Car Crash – 4:20
3. I Believe in Me – 2:54
4. Open Your Eyes – 2:40
5. No Martyr – 3:04
6. Desperation – 2:33
7. Thin White Line – 3:12
8. Money Money – 2:25
9. Paint It Black – 3:17
10. The American in Me – 2:09
11. White Nigger – 3:37
12. Uh-Oh – 3:07
13. Second to None – 2:29
14. Cheap Tragedies – 3:05
15. Corpus Christi – 3:27
16. Fuck You (live) – 2:37
17. The American in Me (live) – 1:51
18. White Nigger (live) – 2:55
19. Don't You (live) – 2:58
20. Open Your Eyes (live) – 2:25
21. C'Mon Everybody (live) – 1:45
22. Kingdom (live) – 3:30
23. We are the One (live) – 2:19
24. Thin White Line (live) – 2:41
25. No Martyr (live) – 2:44
26. I Believe in Me (live)" – 3:12

### Versione CD/download digitale (2010)
1. We Are the One – 2:40
2. Car Crash – 4:20
3. I Believe in Me – 2:53
4. Open Your Eyes – 2:40
5. No Martyr – 3:01
6. Desperation – 2:29
7. Thin White Line – 3:14
8. Paint it Black – 3:15
9. The Amerikan in Me – 2:05
10. White N****r – 3:34
11. Uh Oh – 3:04
12. Second to None – 2:27
13. Corpus Christi – 3:31
14. F**k You (live) – 2:42
15. Cheap Tragedies – 3:04
16. No Martyr (alternate take) – 3:01
17. Thin White Line (alternate take) – 2:53
18. Desperation (alternate take) – 2:11
19. Corpus Christi (alternate take) – 3:21

### Versione 2CD/download digitale (2012)

#### CD 1
1. We Are the One – 2:40
2. Car Crash – 4:20
3. I Believe in Me – 2:53
4. Open Your Eyes – 2:40
5. No Martyr – 3:01
6. Desperation – 2:29
7. Thin White Line – 3:14
8. Paint it Black – 3:15
9. The Amerikan in Me – 2:05
10. White N****r – 3:34
11. Uh Oh – 3:04
12. Second to None – 2:27
13. Corpus Christi – 3:31
14. F**k You (live) – 2:42

#### CD 2
1. Teenage Rebel (1977 Iguana rehearsal studio recording) – 1:55
2. Friends of Mine (1977 Iguana rehearsal studio recording) – 2:14
3. White Nigger (versione embrionale registrata ai Wally Heider Studios in 1978) – 3:26
4. Cheap Tragedies (registrata il 13 maggio 1979 ai Peter Miller Studios) – 3:04
5. The Good, the Bad, and the Kowalskis (1977 Iguana rehearsal studio recording) – 5:04
6. Crazy Homicide (Live 14 gennaio 1978 al Winterland Ballroom) – 2:05
7. Summer of Hate (Live 14 gennaio 1978 al Winterland Ballroom) – 2:24
8. I Believe in Me (Live 14 gennaio 1978 al Winterland Ballroom) – 3:17
9. Your Parents Sins (Live 20 gennaio 1978, al concerto "Mabuhay Gardens for the Miner's Benefit") – 3:04
10. Something's Wrong (Live 12 agosto 1978 al Steamship di Santa Cruz) – 2:42
11. Money Money (1977 Iguana rehearsal studio recording) – 2:22
12. Misery (Live 13 giugno 1979 all'Old Waldorf) – 2:58
13. Time To Die (Live 13 giugno 1979 all'Old Waldorf) – 5:12
14. Release Me (Live 13 giugno 1979 all'Old Waldorf) – 4:24
15. Zero Hour (Live 13 giugno 1979 all'Old Waldorf) – 3:38
16. The American in Me (registrata il 12 ottobre 1978 al Different Fur, e pubblicata nel 1979 dalla White Noise) – 2:15
17. Uh-Oh (registrata il 12 ottobre 1978 al Different Fur, e pubblicata nel 1979 dalla White Noise) – 3:07

## Formazione
- Penelope Houston – voce
- Greg Ingraham – chitarra
- Brad Kunt – chitarra in Corpus Christi
- Danny Furious – batteria
- Jimmy Wilsey – basso